# Ceylontrast
Ceylontrast (Zoothera imbricata) är en fågel i familjen trastar som enbart förekommer i Sri Lanka. Dess artstatus är omdiskuterad och vissa behandlar den som underart till guldtrasten eller tigertrasten.

## Utseende och läten
Ceylontrasten tillhör komplexet kring guldtrast och tigertrast, relativt stora och kryptiskt tecknade skygga trastar. Den skiljer sig dock tydligt genom mindre storlek (23,5 cm), kortare stjärt men proportionellt mycket längre näbb. Ovansidan är mörkare olivbrun och undersidan har en rostbeige grundton med smalare svart fjällning. Huvudet är även mer jämnt tecknat. Sången består av en mjuk och jämn, upprepad vissling.

## Utbredning och systematik
Fågeln förekommer i höglänta områden på Sri Lanka. Vissa behandlar den som underart till guldtrasten eller tigertrasten.

## Levnadssätt
Ceylontrasten är fåtalig i bergsskogar mellan 400 och 1700 meters höjd. Den häckar i mars och april samt augusti–november. Fågeln bygger ett skålformat mossigt bo som placeras fyra till sju meter ovan mark.

## Status
IUCN kategoriserade den tidigare som nära hotad, men inkluderar den sedan 2016 i guldtrast, varför den inte längre placeras i någon hotkategori.